# Stachowizna
Stachowizna (deutsch Rehstall) ist ein kleiner Ort in der polnischen Woiwodschaft Ermland-Masuren. Er gehört zur Gmina Kętrzyn (Landgemeinde Rastenburg) im Powiat Kętrzyński (Kreis Rastenburg).

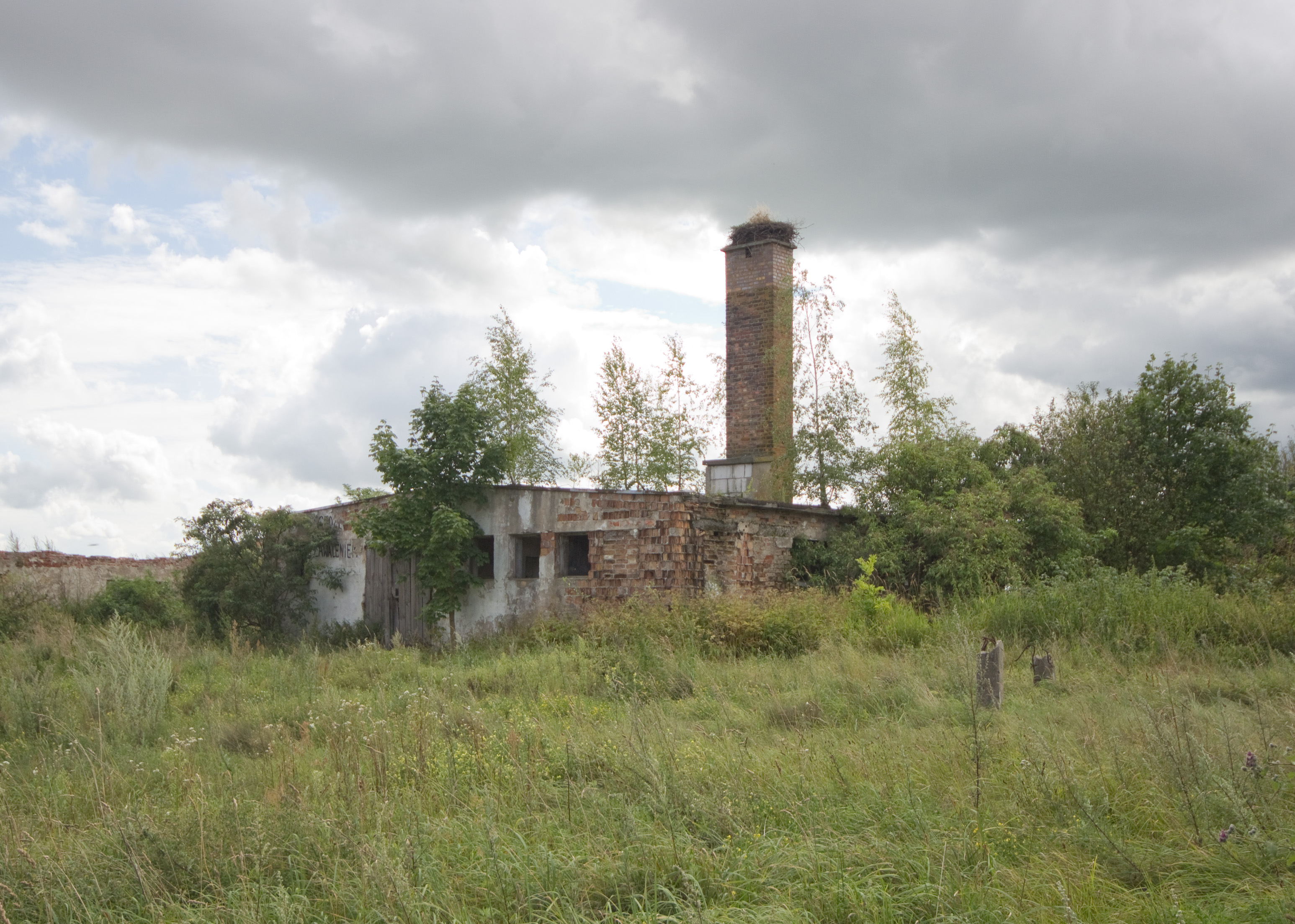
Ein unbewohntes Haus in Stachowizna

## Geographische Lage
Stachowizna liegt am südlichen Ortsrand von Bezławki (deutsch Bäslack) inmitten der Woiwodschaft Ermland-Masuren, zehn Kilometer südwestlich der Kreisstadt Kętrzyn (Rastenburg).

## Geschichte

### Ortsgeschichte
Das vor 1785 Beeslack und nach 1785 Reestall genannte Dorf war eine Gründung des Mittelalters. Im Jahre 1820 war Rehstall „ein adlig Gut mit 8 Feuerstellen“. Am 30. April 1874 wurde Rehstall Amtsdorf und damit namensgebend für einen Amtsbezirk, der bis 1929 bestand und zum Kreis Rastenburg im Regierungsbezirk Königsberg in der preußischen Provinz Ostpreußen gehörte.
Zwischen 1885 und 1905 wurde aus Teilen des Gutsbezirks Rehstall der Gutsbezirk Adlig Stumplack (polnisch Stąpławki) gebildet. Am 30. September 1928 schlossen sich die Gutsbezirke Adlig Stumplack und Rehstall mit der Landgemeinde Bäslack und dem Gutsbezirk Wangotten (polnisch Wanguty) aus dem Amtsbezirk Pötschendorf zur neuen Landgemeinde Bäslack (polnisch Bezławki) zusammen. Am 22. Juni 1929 wurde daraufhin die Bezeichnung „Amtsbezirk Rehstall“ in „Amtsbezirk Pülz“ (polnisch Pilec) geändert.
Als 1945 in Kriegsfolge das gesamte südliche Ostpreußen an Polen überstellt wurde, war auch Rehstall davon betroffen. Es erhielt die polnische Namensform „Stachowizna“. Heute ist der Weiler (polnisch Osada) eine Ortschaft im Verbund der Gmina Kętrzyn (Landgemeinde Rastenburg) im Powiat Kętrzyński (Kreis Rastenburg), bis 1998 der Woiwodschaft Olsztyn, seither der Woiwodschaft Ermland-Masuren zugehörig.

### Einwohnerzahlen

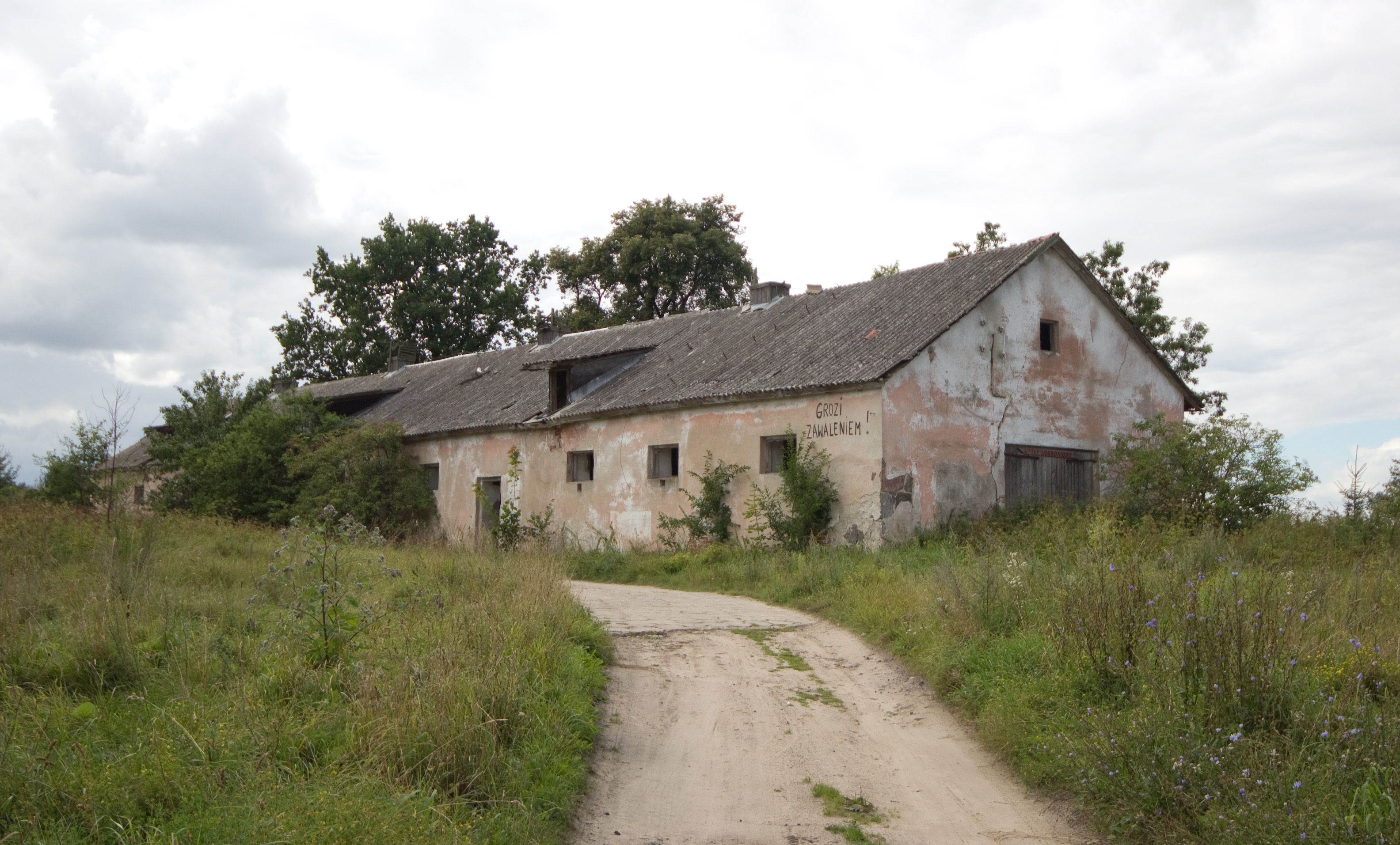
Verwaistes Wirtschaftsgebäude des ehemaligen Gutes Rehstall in Stachowizna

| Jahr | Anzahl |
| ---- | ------ |
| 1820 | 106    |
| 1885 | 228    |
| 1905 | 120    |
| 1910 | 107    |

### Amtsbezirk Rehstall (1874–1929)
Zum Amtsbezirk Rehstall gehörten bei seiner Errichtung 1874 neun Orte. Am Ende waren es aufgrund struktureller Veränderungen noch vier:
| Name                                | Polnischer Name | Bemerkungen                          |
| ----------------------------------- | --------------- | ------------------------------------ |
| Fischbach                           | Niewodnica      | 1929 nach Pülz eingegliedert         |
| Pastern                             | Pasterzewo      |                                      |
| Pülz                                | Pilec           |                                      |
| Pülz, Gut                           |                 | 1921 nach Pülz eingegliedert         |
| Rehstall                            | Stachowizna     | 1928 nach Bäslack eingegliedert      |
| Skatnick                            | Skatniki        | 1928 nach Heiligelinde eingegliedert |
| Spieglowken 1938–1945 Spiegelswalde | Śpiglówka       | 1928 nach Spiegels eingegliedert     |
| Stechernsruh                        | Wólka Pilecka   | 1921 nach Pülz eingegliedert         |
| Widrinnen                           | Widryny         |                                      |

Beim Wechsel zum Amtsbezirk Pülz bildeten noch Pastern, Pülz, Spiegels und Widrinnen den bisherigen Amtsbezirk Rehstall.

## Gut Rehstall

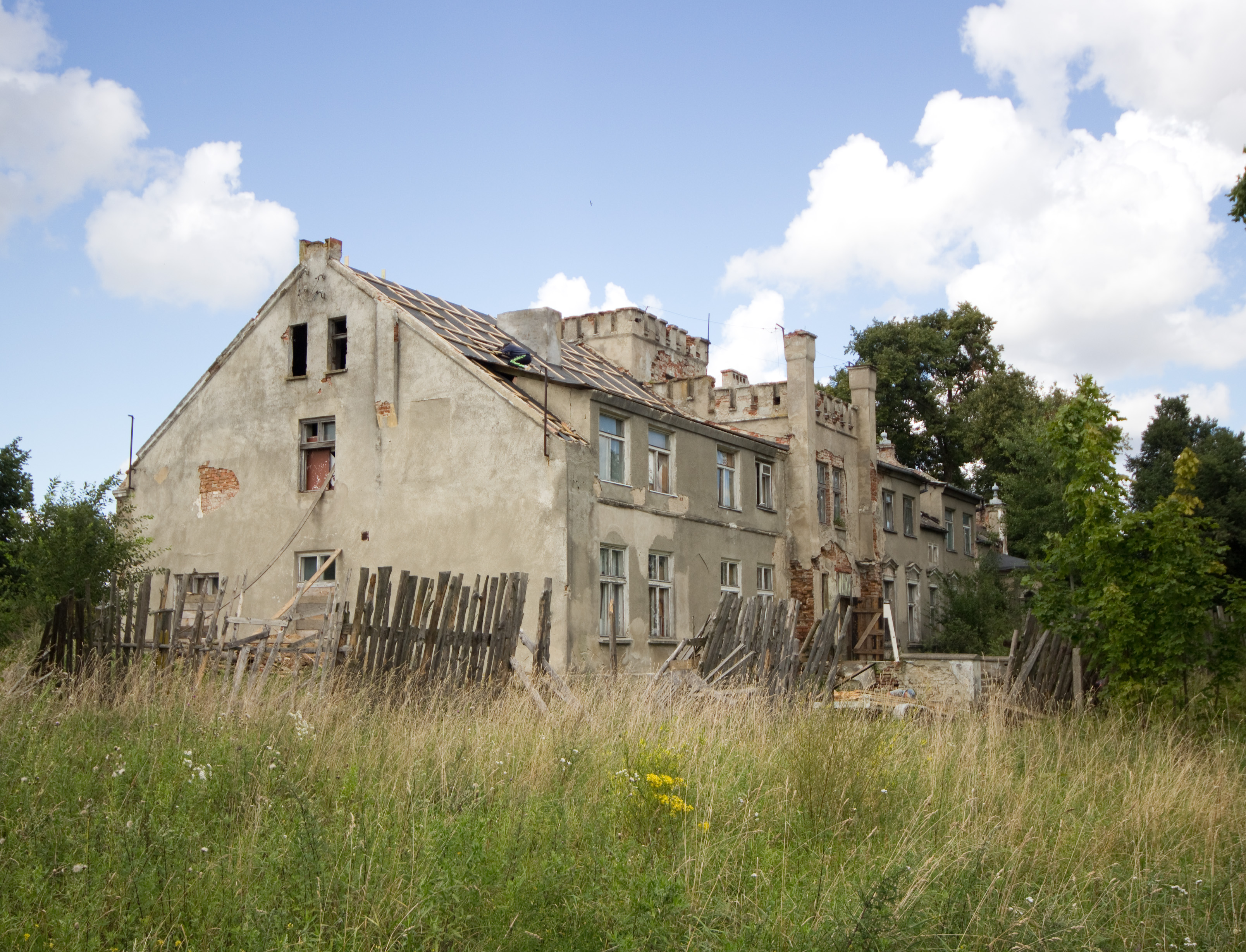
Das einstige Gutshaus Rehstall in Stachowizna

Das Gut Rehstall verfügte zum Ende des 19. Jahrhunderts über 1.000 Hektar Land. Danach nahm der Landbesitz bis in die 1920er Jahre stark ab. Im Jahre 1913 gehörte es Paul Raschke mit nur noch 482 Hektar, in den 1920er Jahren war die Familie Ahlmann Eigentümerin bei noch 280 Hektar. Letzte deutsche Besitzerin war Renate von Fischer, die das Gut von ihrem Vater, Konteradmiral Reinhold von Fischer-Loßainen, zum Studienabschluss in Königsberg (Preußen) (russisch Kaliningrad) zum Geburtstag bekommen hatte.
Das Gutshaus – im eklektizistischen Stil in der zweiten Hälfte des 19. Jahrhunderts erbaut –, steht noch heute, auch wenn äußerer Architekturschmuck verloren gegangen ist. Der ehemalige Park wurde nach dem Zweiten Weltkrieg abgeholzt. Die Gutsanlage ist heute (Stand: 2001) im Besitz der Agencja Własności Rolney Skarbu Państwa (AWRSP – Staatliche Agentur für Landwirtschaftliche Immobilien).

## Kirche
Rehstall war bis 1945 in die evangelische Kirche Bäslack in der Kirchenprovinz Ostpreußen der Kirche der Altpreußischen Union sowie bis 1937 in die katholische Kirche Heiligelinde und danach in die Kirche Wilkendorf im damaligen Bistum Ermland eingepfarrt.
Heute gehört Stachowizna evangelischerseits zur Pfarrei Kętrzyn in der Diözese Masuren der Evangelisch-Augsburgischen Kirche in Polen, und katholischerseits zur Pfarrei in Wilkowo und ihrer Filialkirche Bezławki im jetzigen Erzbistum Ermland innerhalb der polnischen katholischen Kirche.

## Verkehr
Stachowizna liegt verkehrstechnisch günstig an einer Nebenstraße, die die polnische Woiwodschaftsstraße 591 (einstige deutsche Reichsstraße 141) mit der Woiwodschaftsstraße 594 verbindet. Ein Anschluss an den Schienenverkehr ist nicht gegeben.

## Persönlichkeiten
- Christoph Wilhelm von Boyen (1720 oder 1721–1793), preußischer Leutnant, Landrat und Landesdirektor